# Aтанор
Атанор, у алхемије, је пећ која се користи да пружи константну температуру за алхемијско варење. Етимолошки, порекло води од бројних арапских текстова у периоду Калифата који користе термин "Ал-танноор", што значи хлеб-пећ.
Атанор се такође назива и Пигер Хенрикус ("Спори Хари"), јер се углавном користи у спорим процесима и зато што кад се једном напуни угљем, гори дуже време. 

## Атанор
Атанор је такође име два дела Анселма Киефера: једно је тренутно изложен у Толедо Музеју уметности, а други се налази у Лувру.
Атанор је и наслов  књиге  румунског аутора Геллуа Наума.
Атанор је и назив серије америчког аутора Џејн Линдсколд. 